# Berthold al II-lea de Suabia
Berthold al II-lea de Suabia (sau Berchtold al II-lea),  (n. 1050 – d. 12 aprilie 1111), membru al familiei Zähringen, a fost duce al Suabiei din 1092 până în 1098.
Berthold a fost fiul ducelui Berthold al II-lea al Carintiei. La început el l-a sprijinit pe anti-regele Rudolf de Rheinfelden împotriva împăratului Henric al IV-lea. În 1077 împăratul a retras titlurile și ducatele atât familiei de Zähringen cât și familiei de Rheinfelden. Tatăl lui Berthold a murit în 1078, iar el a continuat să revendice Ducatul de Suabia. În 1079 el s-a căsătorit cu Agnes, fiica lui Rudolf de Rheinfelden.
În anii următori Berthold a devenit un puternic susținător al lui Berthold I de Suabia, în lupta împotriva regelui. El s-a aflat în ostilitate cu ducele regal Frederic de Büren, ca și cu episcopii de Basel și de Strasbourg. Cu toate acestea, atunci când disputele din regiune s-au calmat la sfârșitul anilor '80, Berthold figurează ca martor al unui schimb de pământuri în care a fost implicat episcopul de Basel în 1087.
Tensiunule au reizbucnit în 1090 când Berthold I de Rheinfelden a murit. Berthold de Zähringen și-a manifestat pretențiile asupra moștenirii familiei Rheinfelden din Burgundia, însă titlurile respective au trecut pe seama fratelui mai tânăr al lui Berthold I, Otto de Wetter(au)-Rheinfelden. De asemenea, el a revendicat Ducatul de Suabia. Susșinut de Welfi și de Papalitate, el a fost ales duce în opoziție cu Frederic în 1092. În același an, a fost ales și duce al Carintiei și margraf de Verona (ca și tatăl său), fapt la care a întâmpinat opoziția lui Henric al V-lea al Carintiei. Ca urmare, ca și tatăl său, Berthold nu a deținut niciodată o putere reală în Carintia.
În 1093 Berthold și Welf al IV-lea au semnat un „jurământ de pace” la Ulm. La început valabil numai pentru Suabia, acesta s-a extins în curând și asupra Bavariei și a întărit opoziția față de împărat în sudul Germaniei. În jurul anului 1098 Berthold și Frederic au început negocieri, în urma cărora Frederic păstra Ducatul de Suabia, însă lui Berthold i s-a permis să-și păstreze titlul de duce și i s-a recunoscut titlul de vogt al orașului Zürich. În urma acestui moment, relațiile dintre familia de Zähringen și împăratul Henric al IV-lea s-au îmbunătățit. În 1105 Berthold era cel mai apropiat aliat al fiului lui Henric, Henric al V-lea, care se răsculase împotriva tatălui său.
Începând din 1090 Berthold și-a extins puterea în Breisgau, așa încât teritoriul stăpânit de familia Zähringer s-a extras de sub influența ducelui de Suabia. În 1091 Berthold a construit castelul din Zähringen, ca cetate pentru apărarea așezării din apropiere, Freiburg din Breisgau. Berthold a fost cel dintâi din familia Zähringers care a purtat titlul de „duce de Zähringen”, începând din 1100. El și-a consolidat domnia prin întemeierea de mănăstiri și alte lăcașe în Munții Pădurea Neagră. Totuși, teritoriul stăpânit de el eramic și prezenta puține oportunități de expaniune. Titlul său ducal era descris de către cronicarul Otto de Freising ca fiind unul dintre "titlurile lipsite de conținut" din Germania medievală.
În 1093 el a întemeiat mănăstirea benedictină cu hramul Sfântului Petru din Pădurea Neagră, care a devenit apoi mausoleul familiei. Mănăstirile fondate de Berthold erau de obicei de tip reformat, ostile împăratului. Odată cu dizlocarea conților de Hohenburg din regiunea Pădurea Neagră, Berthold a trecut teritoriul acestora în baza sa de putere.
Până la sfârșitul vieții sale, moșiile lui Berthold s-au extins până la a justifica titulatura sa grandioasă. El a fost succedat ca duce de fiul său cel mare, Berthold al III-lea de Zähringen. Cel de al doilea fiu al său, Conrad I de Zähringen i-a succedat lui Berthold al III-lea după 11 ani.